# 4997 Ksana
Ksana (asteróide 4997) é um asteróide da cintura principal, a 1,9201743 UA. Possui uma excentricidade de 0,3302132 e um período orbital de 1 772,96 dias (4,85 anos).
Ksana tem uma velocidade orbital média de 17,59100669 km/s e uma inclinação de 32,84966º.
Este asteróide foi descoberto em 6 de Outubro de 1986 por Lyudmila Karachkina.